# الألعاب الإسلامية النسائية 1997
عقدت دورة الألعاب الإسلامية النسائية الثانية في طهران، إيران، في عام 1997. شارك في الألعاب 31 دولة و748 رياضي، و95 فريق و290 حكم و8 مراقبين دوليين. فازت إيران الدولة المستضيفة في هذه الدورة بمجموع 150 ميدالية.

## الدول المشاركة
| - أذربيجان - أفغانستان - البحرين - بنغلاديش - البوسنة والهرسك - فيجي | - الأردن - كازاخستان - الكويت - قرغيزستان - لبنان - إندونيسيا - إيران - جزر المالديف | - النيجر - عمان - باكستان - السودان - طاجيكستان - تركمانستان - اليمن |  |

## الرياضات
عقدت الألعاب الإسلامية النسائية 1997 عدد من الرياضات وفيما يلي أسماء هذه المنافسات: ألعاب القوى، وتنس الريشة، والمبارزة وكرة اليد والجودو والسباحة والكرة الطائرة.

## جدول الميداليات
| الترتيب | منتخب           | ذهبية | فضية | برونزية | المجموع |
| ------- | --------------- | ----- | ---- | ------- | ------- |
| 1       | إيران           | 58    | 55   | 37      | 150     |
| 2       | كازاخستان       | 35    | 5    | 9       | 49      |
| 3       | إندونيسيا       | 19    | 13   | 0       | 32      |
| 4       | قرغيزستان       | 13    | 10   | 5       | 28      |
| 5       | سوريا           | 10    | 29   | 25      | 64      |
| 6       | أذربيجان        | 7     | 13   | 32      | 52      |
| 7       | تركمانستان      | 6     | 11   | 41      | 58      |
| 8       | باكستان         | 3     | 14   | 9       | 26      |
| 9       | السودان         | 2     | 0    | 0       | 2       |
| 10      | الأردن          | 1     | 0    | 0       | 1       |
| 10      | البوسنة والهرسك | 1     | 0    | 0       | 1       |
| 12      | بنغلاديش        | 0     | 2    | 1       | 3       |
| المجموع | المجموع         | 155   | 152  | 159     | 466     |